# John Christopher Cutler
John Christopher Cutler (ur. 5 lutego 1846, zm. 30 lipca 1928) – amerykański polityk, republikanin, drugi gubernator stanu Utah (w latach 1905–1909).